# Майкл (ураган)
Ураган «Майкл» (англ. Hurricane Michael) — мощный атлантический тропический циклон 5 категории с низким атмосферным давлением в 919 мбар (гПа). Тринадцатый по счёту шторм, седьмой ураган и второй крупный ураган сезона ураганов в Атлантике 2018 года. Ураган Майкл стал первым ураганом 5 категории, который обрушился на континентальную часть США, со времён урагана Эндрю 1992 года.
Майкл сформировался в широкой зоне низкого давления западной части Карибского моря 1 октября. Возмущение стало тропической депрессией 7 октября спустя почти неделю медленного развития. К следующему дню Майкл усилился до урагана у западного побережья Кубы. В Мексиканском заливе ураган быстро усилился и 9 октября был классифицирован как ураган 4-й категории по шкале Саффира — Симпсона. Приближаясь к Флориде, Майкл достиг пика устойчивых ветров в 250 км/ч и 10 октября вышел на сушу у Мехико-Бич, штат Флорида. Двигаясь по суше шторм ослабел и изменил направление на северо-восток, в сторону Чесапикского залива.
По состоянию на январь 2019 года, ураган унес жизни 74 человек: 15 — в Центральной Америке, 59 — в США. По оценкам циклон нанес ущерб на 25,5 миллиардов долларов США.